# Golden Globe 2010
La 67ª edizione della cerimonia di premiazione dei Golden Globe ha avuto luogo il 17 gennaio 2010 al Beverly Hilton Hotel di Beverly Hills, California, presentata da Ricky Gervais.
Le candidature sono state annunciate il 15 dicembre 2009.

## Premi per il cinema
Vengono di seguito indicati in grassetto i vincitori. Ove ricorrente e disponibile, viene indicato il titolo in lingua italiana e quello in lingua originale tra parentesi.

### Miglior film drammatico
- Avatar, regia di James Cameron
- Bastardi senza gloria (Inglourious Basterds), regia di Quentin Tarantino
- The Hurt Locker, regia di Kathryn Bigelow
- Precious, regia di Lee Daniels
- Tra le nuvole (Up in the Air), regia di Jason Reitman

### Miglior film commedia o musicale
- Una notte da leoni (The Hangover), regia di Todd Phillips
- (500) giorni insieme ((500) Days of Summer), regia di Marc Webb
- È complicato (It's Complicated), regia di Nancy Meyers
- Julie & Julia, regia di Nora Ephron
- Nine, regia di Rob Marshall

### Miglior regista
- James Cameron - Avatar
- Kathryn Bigelow - The Hurt Locker
- Clint Eastwood - Invictus - L'invincibile (Invictus)
- Jason Reitman - Tra le nuvole (Up in the Air)
- Quentin Tarantino - Bastardi senza gloria (Inglourious Basterds)

### Miglior attore in un film drammatico
- Jeff Bridges - Crazy Heart
- George Clooney - Tra le nuvole (Up in the Air)
- Colin Firth - A Single Man
- Morgan Freeman - Invictus - L'invincibile (Invictus)
- Tobey Maguire - Brothers

### Migliore attrice in un film drammatico
- Sandra Bullock - The Blind Side
- Emily Blunt - The Young Victoria
- Helen Mirren - The Last Station
- Carey Mulligan - An Education
- Gabourey Sidibe - Precious

### Miglior attore in un film commedia o musicale
- Robert Downey Jr. - Sherlock Holmes
- Matt Damon - The Informant!
- Daniel Day-Lewis - Nine
- Joseph Gordon-Levitt - (500) giorni insieme ((500) Days of Summer)
- Michael Stuhlbarg - A Serious Man

### Migliore attrice in un film commedia o musicale
- Meryl Streep - Julie & Julia
- Sandra Bullock - Ricatto d'amore (The Proposal)
- Marion Cotillard - Nine
- Julia Roberts - Duplicity
- Meryl Streep - È complicato (It's Complicated)

### Miglior attore non protagonista
- Christoph Waltz - Bastardi senza gloria (Inglourious Basterds)
- Matt Damon - Invictus - L'invincibile (Invictus)
- Woody Harrelson - Oltre le regole - The Messenger (The Messenger)
- Christopher Plummer - The Last Station
- Stanley Tucci - Amabili resti (The Lovely Bones)

### Migliore attrice non protagonista
- Mo'Nique - Precious
- Penélope Cruz - Nine
- Vera Farmiga - Tra le nuvole (Up in the Air)
- Anna Kendrick - Tra le nuvole (Up in the Air)
- Julianne Moore - A Single Man

### Migliore sceneggiatura
- Jason Reitman e Sheldon Turner - Tra le nuvole (Up in the Air)
- Neill Blomkamp e Terri Tatchell - District 9
- Mark Boal - The Hurt Locker
- Nancy Meyers - È complicato (It's Complicated)
- Quentin Tarantino - Bastardi senza gloria (Inglourious Basterds)

### Migliore colonna sonora originale
- Michael Giacchino - Up
- Marvin Hamlisch - The Informant!
- James Horner - Avatar
- Abel Korzeniowski - A Single Man
- Karen O e Carter Burwell - Nel paese delle creature selvagge (Where the Wild Things Are)

### Migliore canzone originale
- The Weary Kind, parole e musica di Ryan Bingham e T-Bone Burnett - Crazy Heart
- Cinema Italiano, parole e musica di Maury Yeston - Nine
- (I Want To) Come Home, parole e musica di Paul McCartney - Stanno tutti bene - Everybody's Fine (Everybody's Fine)
- I See You, parole di James Horner, Simon Franglen e Kuk Harrell e musica di James Horner, Simon Franglen - Avatar
- Winter, parole di Bono e musiche degli U2 - Brothers

### Miglior film straniero
- Il nastro bianco (Das weiße Band), regia di Michael Haneke (Germania-Austria)
- Gli abbracci spezzati (Los Abrazos rotos), regia di Pedro Almodóvar (Spagna)
- Affetti & dispetti (La nana), regia di Sebastián Silva (Cile)
- Baarìa, regia di Giuseppe Tornatore (Italia)
- Il profeta (Un prophète), regia di Jacques Audiard (Francia)

### Miglior film d'animazione
- Up, regia di Pete Docter e Bob Peterson
- Coraline e la porta magica (Coraline), regia di Henry Selick
- Fantastic Mr. Fox (Fantastic Mr. Fox), regia di Wes Anderson
- Piovono polpette (Cloudy with a Chance of Meatballs), regia di Phil Lord e Chris Miller
- La principessa e il ranocchio (The Princess and the Frog), regia di Ron Clements e John Musker

## Premi per la televisione
Vengono di seguito indicati in grassetto i vincitori. Ove ricorrente e disponibile, viene indicato il titolo in lingua italiana e quello in lingua originale tra parentesi.

### Miglior serie drammatica
- Mad Men
- Big Love
- Dexter
- Dr. House - Medical Division (House, M.D.)
- True Blood

### Miglior serie commedia o musicale
- Glee
- 30 Rock
- Entourage
- Modern Family
- The Office

### Miglior mini-serie o film per la televisione
- Grey Gardens - Dive per sempre (Grey Gardens), regia di Michael Sucsy
- Georgia O'Keeffe, regia di Bob Balaban
- Into the Storm - La guerra di Churchill (Into the Storm), regia di Thaddeus O'Sullivan
- Little Dorrit, regia di Dearbhla Walsh, Adam Smith e Diarmuid Lawrence
- Taking Chance - Il ritorno di un eroe (Taking Chance), regia di Ross Katz

### Miglior attore in una serie drammatica
- Michael C. Hall - Dexter
- Simon Baker - The Mentalist
- Jon Hamm - Mad Men
- Hugh Laurie - Dr. House - Medical Division (House, M.D.)
- Bill Paxton - Big Love

### Miglior attore in una serie commedia o musicale
- Alec Baldwin - 30 Rock
- Steve Carell - The Office
- David Duchovny - Californication
- Thomas Jane - Hung - Ragazzo squillo (Hung)
- Matthew Morrison - Glee

### Miglior attore in una mini-serie o film per la televisione
- Kevin Bacon - Taking Chance - Il ritorno di un eroe (Taking Chance)
- Kenneth Branagh - Il commissario Wallander (Wallander)
- Chiwetel Ejiofor - Endgame
- Brendan Gleeson - Into the Storm - La guerra di Churchill (Into the Storm)
- Jeremy Irons - Georgia O'Keeffe

### Migliore attrice in una serie drammatica
- Julianna Margulies - The Good Wife
- Glenn Close - Damages
- January Jones - Mad Men
- Anna Paquin - True Blood
- Kyra Sedgwick - The Closer

### Migliore attrice in una serie commedia o musicale
- Toni Collette - United States of Tara
- Courteney Cox - Cougar Town
- Edie Falco - Nurse Jackie - Terapia d'urto
- Tina Fey - 30 Rock
- Lea Michele - Glee

### Migliore attrice in una mini-serie o film per la televisione
- Drew Barrymore - Grey Gardens - Dive per sempre (Grey Gardens)
- Joan Allen - Georgia O'Keeffe
- Jessica Lange - Grey Gardens - Dive per sempre (Grey Gardens)
- Anna Paquin - Il coraggio di Irena Sendler (The Courageous Heart of Irena Sendler)
- Sigourney Weaver - Prayers for Bobby

### Miglior attore non protagonista in una serie
- John Lithgow - Dexter
- Michael Emerson - Lost
- Neil Patrick Harris - How I Met Your Mother
- William Hurt - Damages
- Jeremy Piven - Entourage

### Migliore attrice non protagonista in una serie
- Chloë Sevigny - Big Love
- Jane Adams - Hung - Ragazzo squillo (Hung)
- Rose Byrne - Damages
- Jane Lynch- Glee
- Janet McTeer - Into the Storm - La guerra di Churchill (Into the Storm)

## Premi onorari
- Golden Globe alla carriera Cecil B. DeMille: Martin Scorsese